# Johannes Widmann
Johannes Widmann   (Cheb, c. 1462 - Leipzig, c. 1505) va ser un matemàtic alemany.

## Vida i obra
Widmann va néixer a la ciutat de Cheb (aleshores anomenada Eger) a la regió de Karlovy Vary; per això, a vegades, de l'anomena Widmann zu Eger. Va estudiar a la universitat de Leipzig entre 1480 i 1485 i, a partir de la seva graduació va ser professor en la mateixa universitat.
Widmann va escriure diverses obres de matemàtiques en llatí i en va imprimir algunes d'elles. En general son obres d'algorismes aritmètics.
El llibre pel qual és més recordat el va imprimir en alemany el 1489 i porta per títol Behende und hupsche Rechnung auf allen kaufmannschaft (Càlcul fàcil i net en tots els negocis). Es tracta d'una aritmètica mercantil, com se'n van imprimir moltes a tot Europa en aquest període. La seva importancia rau en el fet que en ella s'utilitzen per primera vegada els signes més i menys {\displaystyle +,-} per a significar la suma i la resta de dos nombres.